# Eugeniusz Moś
Eugeniusz Piotr Moś (ur. 29 czerwca 1956 w Świętochłowicach) – polski polityk, samorządowiec, w latach 2000–2010 prezydent Świętochłowic.

## Życiorys
Ukończył studia historyczne na Wydziale Nauk Społecznych Uniwersytetu Śląskiego oraz studia podyplomowe z zakresu przygotowania i zarządzania projektami Unii Europejskiej.
W latach 90. pracował w Spółdzielni Mieszkaniowej „Wiosenna”, pełniąc w niej funkcje wiceprezesa i następnie (od 1996) prezesa zarządu. W latach 1998–2002 z ramienia Akcji Wyborczej Solidarność sprawował mandat radnego rady miasta. 22 października 2000 został powołany na funkcję wiceprezydenta Świętochłowic, a po trzech tygodniach (15 listopada 2000) na urząd prezydenta tego miasta.
W wyborach samorządowych w 2002 pokonał w drugiej turze kandydata koalicji SLD-UP, startując z ramienia lokalnego prawicowego ugrupowania „Porozumienie Świętochłowickie”. W I turze wyborów samorządowych w 2006 uzyskał 62,35% poparcia (9896 głosów), zostając prezydentem Świętochłowic na trzecią kadencję.
W styczniu 2010 został zatrzymany przez funkcjonariuszy ABW, a następnie po przedstawieniu mu zarzutów korupcyjnych tymczasowo aresztowany. Na czas aresztu obowiązki prezydenta miasta przejęła Urszula Gniełka. W listopadzie 2010 Eugeniusz Moś ubiegał się o reelekcję, przegrywając w pierwszej turze (osiągnął czwarty wynik wśród siedmiu kandydatów). W 2016 został prawomocnie skazany przez Sąd Okręgowy w Katowicach na karę 2,5 roku pozbawienia wolności za czyny korupcyjne (uniewinniono go natomiast od zarzutów podżegania do korupcji i poświadczenia nieprawdy).
W 2009 otrzymał Złotą Odznakę „Zasłużony dla Ochrony Przeciwpożarowej”.